# 심상돈
심상돈(1956년 6월 27일 ~ )은 스타키그룹 대표이사이다.

## 학력
- 고려대학교 경영대학원 졸업

## 경력
- 스타키 코리아 대표이사
- 복음보청기 사장
- 소리샘보청기 사장

## 역대 수상
- 보건복지부 산하 보청기부문 1위
- 연세대학교 의료기부문 대상